# Seconda Divisione 1922-1923
La Seconda Divisione 1922-1923 fu la prima edizione del torneo cadetto del campionato italiano di calcio organizzata a livello interregionale dalla Lega Nord.
Secondo il disegno del Compromesso Colombo, fu sostanzialmente deputata ad accogliere le società della vecchia Prima Categoria che non trovarono posto nella nuova Prima Divisione.

## Regolamento
Nell'estate 1922 la FIGC e la CCI si riunificarono. Esse diedero al direttore della Gazzetta dello Sport, Emilio Colombo, il compito di redigere un piano per la riunificazione, il cosiddetto Compromesso Colombo, che congegnò una Seconda Divisione gestita dalla Lega Nord e composta da 48 squadre suddivise in sei gironi da otto partecipanti, così stabilite:
- 6 perdenti gli spareggi previsti dal Compromesso Colombo
- 28 provenienti dalla Prima Categoria FIGC
- 4 provenienti dalla Seconda Divisione CCI (i 4 campioni regionali, poi divenuti i 3 campioni più il Vicenza dalla Prima Divisione sconfitto nelle qualificazioni, ed infine a causa di fusioni e scioglimenti si ricorse alle seconde classificate dei campionati regionali)
- 6 provenienti dalla Promozione FIGC (i 6 campioni regionali)
- 2 provenienti dalla Venezia Giulia
- 1 indicata dalla CCI
- 1 indicata dalla FIGC

In seguito allo scioglimento o la mancata iscrizione di ben dieci delle aventi diritto a parteciparvi, furono ammesse al loro posto le seconde classificate dei campionati regionali di Promozione FIGC e Seconda Divisione CCI. Il quadro definitivo divenne dunque il seguente:
- 28 provenienti dalla Prima Categoria FIGC, compresi i federali perdenti gli spareggi previsti dal Compromesso Colombo
- 3 provenienti dalla Seconda Divisione CCI più il Vicenza sconfitto dalla vincente di detto torneo
- 12 provenienti dalla Promozione FIGC (i 6 campioni regionali e i 6 vicecampioni)
- 2 provenienti dalla Venezia Giulia
- 1 indicata dalla CCI, ossia il Venezia perdente gli spareggi previsti dal Compromesso Colombo
- 1 indicata dalla FIGC, ossia la vincente della qualificazione fra Monfalconese e Triestina.

Era dunque il totale trionfo della CCI, dato che 43 della 48 squadre finite in cadetteria giunsero dalla FIGC. Sennonché per questa stagione la Prima Divisione, a titolo transitorio e per favorire l'accordo fra le due federazioni, vide la partecipazione di ben 36 società, da ridursi però di lì ad un anno a 24. Per far spazio alle 12 retrocesse che a fine stagione sarebbero dunque giunte dalla massima categoria, si decise che in Seconda Divisione ci sarebbero state altrettante relegate - cioè due per girone - senza nessuna promozione, mentre le seste classificate di ogni raggruppamento avrebbero dovuto sfidare le vincitrici dei sei campionati regionali nord costituenti la Terza Divisione.
Per quanto concerne l'Italia meridionale, la Seconda Divisione fu ivi ancora strutturata su gironi gestiti dai Comitati regionali. Tra Nord e Sud, diviso soltanto fra Marche, Lazio, Campania, Puglia e Sicilia, non c’era relazione alcuna: se come detto nella prima area la Seconda Divisione succedeva alla parte riformata e declassata della Prima Categoria, al Meridione era una pura ridenominazione della Promozione. Solo nel 1926 si riallineeranno i due campionati.

## Lega Nord

### Formula
48 squadre partecipanti, suddivise in sei gironi interregionali. Le ultime due classificate di ogni raggruppamento retrocedono direttamente in Terza Divisione, mentre le terzultime si incontrano in gare di andata e ritorno con le vincitrici dei tornei regionali costituenti il campionato inferiore, onde confermarsi nella categoria. Le prime classificate accedono ai due triangolari di semifinale adibiti a designare le due finaliste per il titolo di categoria, riconoscimento puramente onorifico stante il blocco delle promozioni per la riduzione dei ranghi della Prima Divisione.

### Partecipanti
| Girone A - (ex 1F) - Spes Football Club - Genova - (ex 1F) - Fratellanza Sportiva Sestrese - Sestri Ponente (GE) - (ex PF) - Vado Football Club - Vado Ligure (GE) - (ex 2C) - Quarto Football Club - Quarto dei Mille (GE) - (ex PF) - Foot Ball Club Entella - Chiavari (GE) - (ex 1F) - G.C. Off.Elettro Meccaniche - Rivarolo Ligure (GE) - (ex 1F) - Pavia Football Club - Pavia - (ex 1F) - Casteggio Football Club - Casteggio (PV) | Girone B - (ex PF) - Associazione Sportiva Vercellesi Erranti - Vercelli (NO) - (ex 2C) - Unione Sportiva Biellese - Biella (NO) - (ex 1F) - Unione Sportiva Valenzana - Valenza (AL) - (ex 1F) - Saronno Football Club - Saronno (MI) - (ex 1F) - Società Pro Patria et Libertate - Busto Arsizio (MI) - (ex PF) - Unione Sportiva Sestese - Sesto Calende (MI) - (ex 1F) - Varese Football Club - Varese (CO) - (ex 2C) - Unione Sportiva Luinese - Luino (CO) |

| Girone C - (ex 1F) - Juventus Italia Football Club - Milano - (ex PF) - Gruppo Sportivo Off.Meccaniche - Milano-Vigentino (MI) - (ex PF) - Associazione Sportiva Fanfulla - Lodi (MI) - (ex 1F) - Associazione Calcio Monza - Monza (MI) - (ex 1F) - Como Football Club - Como - (ex 1F) - Chiasso Football Club - Chiasso (TI) - (ex 1F) - Atalanta e Bergamasca di Ginn. e Scherma - Bergamo - (ex 1F) - Piacenza Football Club - Piacenza | Girone D - (ex 1F) - Carpi Football Club - Carpi (MO) - (ex 1F) - Parma Football Club - Parma - (ex 1F) - Unione Sportiva Mantovana - Mantova - (ex PF) - Ostiglia Football Club - Ostiglia (MN) - (ex 1F) - Circolo Sportivo Trevigliese - Treviglio (BG) - (ex 1F) - S.C. Bentegodi - Verona - (ex 1F) - Unione Sportiva Legnaghese - Legnago (VR) - (ex 1F) - Schio Football Club - Schio (VI) |

| Girone E - (ex 1C) - Venezia Football Club - Venezia - (ex PF) - Club Sportivo Dolo - Dolo (VE) - (ex 1F) - Treviso Football Club - Treviso - (ex PF) - Società Giorgione - Castelfranco Veneto (TV) - (ex 1C) - Associazione del Calcio in Vicenza - Vicenza - (ex PF) - Associazione Sportiva Edera - Pola - (ex PF) - Fascio Giovanni Grion - Pola - (ex PF) - Sport Club Monfalcone - Monfalcone (TS) | Girone F - (ex 1F) - Club Sportivo Firenze - Firenze - (ex 1F) - Palestra Ginnastica Fiorentina Libertas - Firenze - (ex 1F) - Prato Sport Club - Prato (FI) - (ex PF) - Società Sportiva Robur - Siena - (ex 1F) - Viareggio Sporting Club - Viareggio (LU) - (ex PF) - Società Sportiva Juventus - Massa - (ex PF) - Società Ginnastica Fortitudo - Bologna - (ex 1F) - Associazione Calcio Reggiana - Reggio Emilia |

| (ex 1C) - Squadre provenienti dalla Prima Divisione confederale. (ex 2C) - Squadre provenienti dalla Seconda Divisione confederale. | (ex 1F) - Squadre provenienti dalla Prima Categoria federale. (ex PF) - Squadre provenienti dalla Promozione federale. |

### Girone A

#### Squadre partecipanti
| Club        | Rosa     | Città                 | Stadio | Stagione precedente                                 |
| ----------- | -------- | --------------------- | ------ | --------------------------------------------------- |
| Casteggio   | dettagli | Casteggio (PV)        |        |                                                     |
| Entella     | dettagli | Chiavari (GE)         |        |                                                     |
| G.C. O.E.M. | dettagli | Rivarolo Ligure (GE)  |        |                                                     |
| Pavia       | dettagli | Pavia                 |        |                                                     |
| Quarto      | dettagli | Quarto dei Mille (GE) |        | 2º nella Seconda Divisione della Liguria, ripescato |
| Sestrese    | dettagli | Sestri Ponente (GE)   |        |                                                     |
| Spes Genova | dettagli | Genova                |        |                                                     |
| Vado        | dettagli | Vado Ligure (GE)      |        |                                                     |

#### Classifica
|  | Pos. | Squadra     | Pt | G  | V  | N | P | GF | GS | DR  |
|  | ---- | ----------- | -- | -- | -- | - | - | -- | -- | --- |
|  | 1.   | Sestrese    | 22 | 14 | 11 | 0 | 3 | 39 | 14 | +25 |
|  | 2.   | Vado        | 19 | 14 | 9  | 1 | 4 | 18 | 16 | +2  |
|  | 3.   | Spes Genova | 16 | 14 | 6  | 4 | 4 | 19 | 21 | -2  |
|  | 4.   | Pavia       | 12 | 14 | 5  | 2 | 7 | 19 | 21 | -2  |
|  | 4.   | Quarto      | 12 | 14 | 5  | 2 | 7 | 15 | 21 | -6  |
|  | 6.   | Entella     | 11 | 14 | 4  | 3 | 7 | 8  | 15 | -7  |
|  | 7.   | Casteggio   | 10 | 14 | 4  | 2 | 8 | 14 | 22 | -8  |
|  | 8.   | O.E.M.      | 10 | 14 | 3  | 4 | 7 | 7  | 27 | -20 |

#### Spareggi retrocessione
|                 | Spareggio retrocessione |                 | Città e data             |  |
| --------------- | ----------------------- | --------------- | ------------------------ |  |
| Entella         | 1 - 1                   | Veloci Embriaci | Chiavari, 1º luglio 1923 |  |
| Veloci Embriaci | 1 - 0                   | Entella         | Genova, 8 luglio 1923    |  |
|                 |                         |                 |                          |  |

#### Verdetti
- Sestrese ammessa alla fase finale.
- Entella retrocessa dopo sconfitta contro la vincente ligure di Terza Divisione.
- Casteggio e Officine Elettro Meccaniche (O.E.M.) retrocesse in Terza Divisione 1923-24. Le Officine poi rinunciarono ad iscriversi.

#### Tabellone
|           | Cas  | Ent  | OEM  | Pav  | Qua  | Ses  | Spe  | Vad  |
| --------- | ---- | ---- | ---- | ---- | ---- | ---- | ---- | ---- |
| Casteggio | –––– | 2-1  | 3-0  | 3-2  | 0-3  | 1-2  | 2-2  | 1-0  |
| Entella   | 1-1  | –––– | 0-1  | 1-0  | 0-1  | 1-0  | 0-0  | 1-1  |
| OEM       | 2-0  | 0-1  | –––– | 1-1  | 0-0  | 0-8  | 0-0  | 0-3  |
| Pavia     | 1-0  | 1-0  | 0-1  | –––– | 2-1  | 3-4  | 3-1  | 4-0  |
| Quarto    | 1-0  | 1-0  | 2-1  | 1-1  | –––– | 1-3  | 1-4  | 1-2  |
| Sestrese  | 2-0  | 5-0  | 3-0  | 2-1  | 3-1  | –––– | 1-4  | 3-0  |
| Spes      | 2-1  | 0-1  | 0-0  | 3-0  | 1-0  | 0-2  | –––– | 1-0  |
| Vado      | 3-0  | 2-1  | 6-1  | 3-0  | 4-1  | 2-1  | 5-0  | –––– |

#### Calendario
| Andata (1ª) | Andata (1ª) | Prima giornata     | Ritorno (12ª) | Ritorno (12ª) |
|             |             |                    |               |               |
| 12 nov.     | 1-0         | Quarto-Entella     | 1-0           | 4 feb.        |
| 12 nov.     | 3-0         | Spes-Pavia         | 1-3           | 4 feb.        |
| 12 nov.     | 0-3         | O.E.M.-Vado        | 1-6           | 4 feb.        |
| 12 nov.     | 1-2         | Casteggio-Sestrese | 0-2           | 4 feb.        |

| Andata (2ª) | Andata (2ª) | Seconda giornata  | Ritorno (13ª) | Ritorno (13ª) |
|             |             |                   |               |               |
| 19 nov.     | 1-0         | Spes-Quarto       | 4-1           | 11 feb.       |
| 19 nov.     | 1-1         | Entella-Casteggio | 1-2           | 11 feb.       |
| 19 nov.     | 0-1         | Pavia-O.E.M.      | 1-1           | 11 feb.       |
| 19 nov.     | 3-0         | Sestrese-Vado     | 1-2           | 11 feb.       |

| Andata (1ª) | Andata (1ª) | Prima giornata     | Ritorno (12ª) | Ritorno (12ª) |
|             |             |                    |               |               |
| 12 nov.     | 1-0         | Quarto-Entella     | 1-0           | 4 feb.        |
| 12 nov.     | 3-0         | Spes-Pavia         | 1-3           | 4 feb.        |
| 12 nov.     | 0-3         | O.E.M.-Vado        | 1-6           | 4 feb.        |
| 12 nov.     | 1-2         | Casteggio-Sestrese | 0-2           | 4 feb.        |

| Andata (2ª) | Andata (2ª) | Seconda giornata  | Ritorno (13ª) | Ritorno (13ª) |
|             |             |                   |               |               |
| 19 nov.     | 1-0         | Spes-Quarto       | 4-1           | 11 feb.       |
| 19 nov.     | 1-1         | Entella-Casteggio | 1-2           | 11 feb.       |
| 19 nov.     | 0-1         | Pavia-O.E.M.      | 1-1           | 11 feb.       |
| 19 nov.     | 3-0         | Sestrese-Vado     | 1-2           | 11 feb.       |

| Andata (3ª) | Andata (3ª) | Terza giornata | Ritorno (14ª) | Ritorno (14ª) |
|             |             |                |               |               |
| 10 dic.     | 2-1         | Quarto-O.E.M.  | 0-0           | 18 feb.       |
| 10 dic.     | 0-1         | Spes-Entella   | 0-0           | 18 feb.       |
| 10 dic.     | 3-4         | Pavia-Sestrese | 1-2           | 18 feb.       |
| 10 dic.     | 3-0         | Vado-Casteggio | 0-1           | 18 feb.       |

| Andata (4ª) | Andata (4ª) | Quarta giornata | Ritorno (15ª) | Ritorno (15ª) |
|             |             |                 |               |               |
| 17 dic.     | 3-1         | Sestrese-Quarto | 3-1           | 11 mar.       |
| 17 dic.     | 0-1         | O.E.M.-Entella  | 1-0           | 11 mar.       |
| 17 dic.     | 2-2         | Casteggio-Spes  | 1-2           | 11 mar.       |
| 17 dic.     | 3-0         | Vado-Pavia      | 0-4           | 11 mar.       |

| Andata (3ª) | Andata (3ª) | Terza giornata | Ritorno (14ª) | Ritorno (14ª) |
|             |             |                |               |               |
| 10 dic.     | 2-1         | Quarto-O.E.M.  | 0-0           | 18 feb.       |
| 10 dic.     | 0-1         | Spes-Entella   | 0-0           | 18 feb.       |
| 10 dic.     | 3-4         | Pavia-Sestrese | 1-2           | 18 feb.       |
| 10 dic.     | 3-0         | Vado-Casteggio | 0-1           | 18 feb.       |

| Andata (4ª) | Andata (4ª) | Quarta giornata | Ritorno (15ª) | Ritorno (15ª) |
|             |             |                 |               |               |
| 17 dic.     | 3-1         | Sestrese-Quarto | 3-1           | 11 mar.       |
| 17 dic.     | 0-1         | O.E.M.-Entella  | 1-0           | 11 mar.       |
| 17 dic.     | 2-2         | Casteggio-Spes  | 1-2           | 11 mar.       |
| 17 dic.     | 3-0         | Vado-Pavia      | 0-4           | 11 mar.       |

| Andata (5ª) | Andata (5ª) | Quinta giornata  | Ritorno (16ª) | Ritorno (16ª) |
|             |             |                  |               |               |
| 7 gen.      | 1-2         | Quarto-Vado      | 1-4           | 18 mar        |
| 7 gen.      | 1-0         | Entella-Sestrese | 0-5           | 18 mar        |
| 7 gen.      | 0-0         | Spes-O.E.M.      | 0-0           | 18 mar        |
| 7 gen.      | 1-0         | Pavia-Casteggio  | 2-3           | 18 mar        |

| Andata (6ª) | Andata (6ª) | Sesta giornata   | Ritorno (17ª) | Ritorno (17ª) |
|             |             |                  |               |               |
| 14 gen.     | 1-1         | Quarto-Pavia     | 1-2           | 25 mar.       |
| 14 gen.     | 1-1         | Entella-Vado     | 1-2           | 25 mar.       |
| 14 gen.     | 0-4         | Sestrese-Spes    | 2-0           | 25 mar.       |
| 14 gen.     | 3-0         | Casteggio-O.E.M. | 0-2           | 25 mar.       |

| Andata (5ª) | Andata (5ª) | Quinta giornata  | Ritorno (16ª) | Ritorno (16ª) |
|             |             |                  |               |               |
| 7 gen.      | 1-2         | Quarto-Vado      | 1-4           | 18 mar        |
| 7 gen.      | 1-0         | Entella-Sestrese | 0-5           | 18 mar        |
| 7 gen.      | 0-0         | Spes-O.E.M.      | 0-0           | 18 mar        |
| 7 gen.      | 1-0         | Pavia-Casteggio  | 2-3           | 18 mar        |

| Andata (6ª) | Andata (6ª) | Sesta giornata   | Ritorno (17ª) | Ritorno (17ª) |
|             |             |                  |               |               |
| 14 gen.     | 1-1         | Quarto-Pavia     | 1-2           | 25 mar.       |
| 14 gen.     | 1-1         | Entella-Vado     | 1-2           | 25 mar.       |
| 14 gen.     | 0-4         | Sestrese-Spes    | 2-0           | 25 mar.       |
| 14 gen.     | 3-0         | Casteggio-O.E.M. | 0-2           | 25 mar.       |

| \| Andata (7ª) \| Andata (7ª) \| Settima giornata \| Ritorno (18ª) \| Ritorno (18ª) \| \| \| \| \| \| \| \| 21 gen. \| 0-3 \| Casteggio-Quarto \| 1-2 \| 1º apr. \| \| 21 gen. \| 1-0 \| Pavia-Entella \| 0-1 \| 1º apr. \| \| 21 gen. \| 0-1 \| Vado-Spes \| 5-0 \| 1º apr. \| \| 21 gen. \| 0-8 \| O.E.M.-Sestrese \| 0-3 \| 1º apr. \| |             |                  |               |               |
| Andata (7ª) | Andata (7ª) | Settima giornata | Ritorno (18ª) | Ritorno (18ª) |
| |             |                  |               |               |
| 21 gen. | 0-3         | Casteggio-Quarto | 1-2           | 1º apr.       |
| 21 gen. | 1-0         | Pavia-Entella    | 0-1           | 1º apr.       |
| 21 gen. | 0-1         | Vado-Spes        | 5-0           | 1º apr.       |
| 21 gen. | 0-8         | O.E.M.-Sestrese  | 0-3           | 1º apr.       |

| Andata (7ª) | Andata (7ª) | Settima giornata | Ritorno (18ª) | Ritorno (18ª) |
|             |             |                  |               |               |
| 21 gen.     | 0-3         | Casteggio-Quarto | 1-2           | 1º apr.       |
| 21 gen.     | 1-0         | Pavia-Entella    | 0-1           | 1º apr.       |
| 21 gen.     | 0-1         | Vado-Spes        | 5-0           | 1º apr.       |
| 21 gen.     | 0-8         | O.E.M.-Sestrese  | 0-3           | 1º apr.       |

### Girone B

#### Squadre partecipanti
| Club               | Rosa     | Città              | Stadio                     | Stagione precedente           |
| ------------------ | -------- | ------------------ | -------------------------- | ----------------------------- |
| Biellese           | dettagli | Biella (VC)        | Campo Sportivo Rivetti     | 2º in 2ª Divisione piemontese |
| Luinese            | dettagli | Luino (CO)         | Campo di Sant'Onofrio      | 2ª in 2ª Divisione lombarda   |
| Pro Patria         | dettagli | Busto Arsizio (MI) | Stadium di via Valle Olona |                               |
| Saronno            | dettagli | Saronno (MI)       | Campo di via Milano        |                               |
| Sestese            | dettagli | Sesto Calende (MI) | Campo Sportivo             |                               |
| Valenzana          | dettagli | Valenza (AL)       | Campo di Porta Alessandria |                               |
| Varese             | dettagli | Varese (CO)        | Campo delle Bettole        |                               |
| Vercellesi Erranti | dettagli | Vercelli (NO)      | Campo di via XX Settembre  |                               |

#### Classifica
|  | Pos. | Squadra            | Pt | G  | V  | N | P  | GF | GS | DR  |
|  | ---- | ------------------ | -- | -- | -- | - | -- | -- | -- | --- |
|  | 1.   | Biellese           | 22 | 14 | 10 | 2 | 2  | 26 | 11 | +15 |
|  | 2.   | Valenzana          | 21 | 14 | 10 | 1 | 3  | 30 | 12 | +18 |
|  | 3.   | Saronno            | 17 | 14 | 7  | 3 | 4  | 16 | 15 | +1  |
|  | 4.   | Vercellesi Erranti | 15 | 14 | 6  | 3 | 5  | 17 | 13 | +4  |
|  | 5.   | Pro Patria         | 14 | 14 | 6  | 2 | 6  | 25 | 14 | +11 |
|  | 6.   | Varese             | 10 | 14 | 3  | 4 | 7  | 14 | 14 | 0   |
|  | 7.   | Sestese            | 7  | 14 | 2  | 3 | 9  | 12 | 32 | -20 |
|  | 8.   | Luinese            | 6  | 14 | 3  | 0 | 11 | 9  | 35 | -26 |

#### Spareggi retrocessione
|           | Spareggi retrocessione |           | Città e data                     |  |
| --------- | ---------------------- | --------- | -------------------------------- |  |
| Settimese | 3 - 3                  | Varese    | Settimo Torinese, 15 luglio 1923 |  |
| Varese    | 3 - 1                  | Settimese | Varese, 22 luglio 1923           |  |
|           |                        |           |                                  |  |

#### Verdetti
- Biellese ammessa alla fase finale.
- Varese salvatosi dopo vittoria contro la vincente piemontese di Terza Divisione.
- Sestese e Luinese retrocesse in Terza Divisione 1923-24. La Luinese cessò però l'attività.

#### Tabellone
|                    | Bie  | Lui  | Pro  | Sar  | Ses  | Val  | Var  | Ver  |
| ------------------ | ---- | ---- | ---- | ---- | ---- | ---- | ---- | ---- |
| Biellese           | –––– | 4-1  | 1-0  | 1-0  | 6-1  | 2-1  | 2-0  | 3-0  |
| Luinese            | 1-2  | –––– | 0-3  | 0-1  | 2-1  | 0-2  | 2-1  | 0-2  |
| Pro Patria         | 3-1  | 4-0  | –––– | 0-1  | 6-0  | 3-2  | 1-2  | 1-1  |
| Saronno            | 1-1  | 4-1  | 1-0  | –––– | 2-1  | 1-3  | 2-1  | 1-0  |
| Sestese            | 0-0  | 0-2  | 0-2  | 1-1  | –––– | 1-0  | 2-1  | 1-2  |
| Valenzana          | 3-1  | 5-0  | 3-1  | 3-0  | 3-1  | –––– | 2-1  | 1-1  |
| Varese             | 0-1  | 3-0  | 1-1  | 0-0  | 2-2  | 0-1  | –––– | 1-0  |
| Vercellesi Erranti | 0-1  | 3-0  | 1-0  | 3-1  | 3-1  | 0-1  | 1-1  | –––– |

#### Calendario
| Andata (1ª) | Andata (1ª) | Prima giornata      | Ritorno (12ª) | Ritorno (12ª) |
|             |             |                     |               |               |
| 12 nov.     | 1-1         | Valenzana-V.Erranti | 1-0           | 4 feb.        |
| 12 nov.     | 2-0         | Biellese-Varese     | 1-0           | 4 feb.        |
| 12 nov.     | 0-2         | Sestese-Luinese     | 1-2           | 4 feb.        |
| 12 nov.     | 0-1         | Pro Patria-Saronno  | 0-1           | 4 feb.        |

| Andata (2ª) | Andata (2ª) | Seconda giornata   | Ritorno (13ª) | Ritorno (13ª) |
|             |             |                    |               |               |
| 19 nov.     | 0-1         | V.Erranti-Biellese | 0-3           | 11 feb.       |
| 19 nov.     | 1-3         | Saronno-Valenzana  | 0-3           | 11 feb.       |
| 19 nov.     | 2-2         | Varese-Sestese     | 1-2           | 11 feb.       |
| 19 nov.     | 0-3         | Luinese-Pro Patria | 0-4           | 11 feb.       |

| Andata (1ª) | Andata (1ª) | Prima giornata      | Ritorno (12ª) | Ritorno (12ª) |
|             |             |                     |               |               |
| 12 nov.     | 1-1         | Valenzana-V.Erranti | 1-0           | 4 feb.        |
| 12 nov.     | 2-0         | Biellese-Varese     | 1-0           | 4 feb.        |
| 12 nov.     | 0-2         | Sestese-Luinese     | 1-2           | 4 feb.        |
| 12 nov.     | 0-1         | Pro Patria-Saronno  | 0-1           | 4 feb.        |

| Andata (2ª) | Andata (2ª) | Seconda giornata   | Ritorno (13ª) | Ritorno (13ª) |
|             |             |                    |               |               |
| 19 nov.     | 0-1         | V.Erranti-Biellese | 0-3           | 11 feb.       |
| 19 nov.     | 1-3         | Saronno-Valenzana  | 0-3           | 11 feb.       |
| 19 nov.     | 2-2         | Varese-Sestese     | 1-2           | 11 feb.       |
| 19 nov.     | 0-3         | Luinese-Pro Patria | 0-4           | 11 feb.       |

| Andata (3ª) | Andata (3ª) | Terza giornata     | Ritorno (14ª) | Ritorno (14ª) |
|             |             |                    |               |               |
| 10 dic.     | 3-1         | V.Erranti-Sestese  | 2-1           | 18 feb.       |
| 10 dic.     | 3-1         | Valenzana-Biellese | 1-2           | 18 feb.       |
| 10 dic.     | 1-2         | Pro Patria-Varese  | 1-1           | 18 feb.       |
| 10 dic.     | 0-1         | Luinese-Saronno    | 1-4           | 18 feb.       |

| Andata (4ª) | Andata (4ª) | Quarta giornata       | Ritorno (15ª) | Ritorno (15ª) |
|             |             |                       |               |               |
| 17 dic.     | 1-1         | Pro Patria- V.Erranti | 0-1           | 11 mar.       |
| 17 dic.     | 1-0         | Sestese-Valenzana     | 1-3           | 11 mar.       |
| 17 dic.     | 1-0         | Biellese-Saronno      | 1-1           | 11 mar.       |
| 17 dic.     | 3-0         | Varese-Luinese        | 1-2           | 11 mar.       |

| Andata (3ª) | Andata (3ª) | Terza giornata     | Ritorno (14ª) | Ritorno (14ª) |
|             |             |                    |               |               |
| 10 dic.     | 3-1         | V.Erranti-Sestese  | 2-1           | 18 feb.       |
| 10 dic.     | 3-1         | Valenzana-Biellese | 1-2           | 18 feb.       |
| 10 dic.     | 1-2         | Pro Patria-Varese  | 1-1           | 18 feb.       |
| 10 dic.     | 0-1         | Luinese-Saronno    | 1-4           | 18 feb.       |

| Andata (4ª) | Andata (4ª) | Quarta giornata       | Ritorno (15ª) | Ritorno (15ª) |
|             |             |                       |               |               |
| 17 dic.     | 1-1         | Pro Patria- V.Erranti | 0-1           | 11 mar.       |
| 17 dic.     | 1-0         | Sestese-Valenzana     | 1-3           | 11 mar.       |
| 17 dic.     | 1-0         | Biellese-Saronno      | 1-1           | 11 mar.       |
| 17 dic.     | 3-0         | Varese-Luinese        | 1-2           | 11 mar.       |

| Andata (5ª) | Andata (5ª) | Quinta giornata      | Ritorno (16ª) | Ritorno (16ª) |
|             |             |                      |               |               |
| 7 gen.      | 0-2         | Luinese-V.Erranti    | 0-3           | 18 mar        |
| 7 gen.      | 3-1         | Valenzana-Pro Patria | 2-3           | 18 mar        |
| 7 gen.      | 6-1         | Biellese-Sestese     | 0-0           | 18 mar        |
| 7 gen.      | 2-1         | Saronno-Varese       | 0-0           | 18 mar        |

| Andata (6ª) | Andata (6ª) | Sesta giornata      | Ritorno (17ª) | Ritorno (17ª) |
|             |             |                     |               |               |
| 14 gen.     | 1-1         | V.Erranti-Varese    | 0-1           | 25 mar.       |
| 14 gen.     | 0-2         | Luinese-Valenzana   | 0-5           | 25 mar.       |
| 14 gen.     | 3-1         | Pro Patria-Biellese | 0-1           | 25 mar.       |
| 14 gen.     | 2-1         | Saronno-Sestese     | 1-1           | 25 mar.       |

| Andata (5ª) | Andata (5ª) | Quinta giornata      | Ritorno (16ª) | Ritorno (16ª) |
|             |             |                      |               |               |
| 7 gen.      | 0-2         | Luinese-V.Erranti    | 0-3           | 18 mar        |
| 7 gen.      | 3-1         | Valenzana-Pro Patria | 2-3           | 18 mar        |
| 7 gen.      | 6-1         | Biellese-Sestese     | 0-0           | 18 mar        |
| 7 gen.      | 2-1         | Saronno-Varese       | 0-0           | 18 mar        |

| Andata (6ª) | Andata (6ª) | Sesta giornata      | Ritorno (17ª) | Ritorno (17ª) |
|             |             |                     |               |               |
| 14 gen.     | 1-1         | V.Erranti-Varese    | 0-1           | 25 mar.       |
| 14 gen.     | 0-2         | Luinese-Valenzana   | 0-5           | 25 mar.       |
| 14 gen.     | 3-1         | Pro Patria-Biellese | 0-1           | 25 mar.       |
| 14 gen.     | 2-1         | Saronno-Sestese     | 1-1           | 25 mar.       |

| \| Andata (7ª) \| Andata (7ª) \| Settima giornata \| Ritorno (18ª) \| Ritorno (18ª) \| \| \| \| \| \| \| \| 21 gen. \| 3-1 \| V.Erranti-Saronno \| 0-1 \| 1º apr. \| \| 21 gen. \| 0-1 \| Varese-Valenzana \| 1-2 \| 1º apr. \| \| 21 gen. \| 4-1 \| Biellese-Luinese \| 2-1 \| 1º apr. \| \| 21 gen. \| 0-2 \| Sestese-Pro Patria \| 0-6 \| 1º apr. \| |             |                    |               |               |
| Andata (7ª) | Andata (7ª) | Settima giornata   | Ritorno (18ª) | Ritorno (18ª) |
| |             |                    |               |               |
| 21 gen. | 3-1         | V.Erranti-Saronno  | 0-1           | 1º apr.       |
| 21 gen. | 0-1         | Varese-Valenzana   | 1-2           | 1º apr.       |
| 21 gen. | 4-1         | Biellese-Luinese   | 2-1           | 1º apr.       |
| 21 gen. | 0-2         | Sestese-Pro Patria | 0-6           | 1º apr.       |

| Andata (7ª) | Andata (7ª) | Settima giornata   | Ritorno (18ª) | Ritorno (18ª) |
|             |             |                    |               |               |
| 21 gen.     | 3-1         | V.Erranti-Saronno  | 0-1           | 1º apr.       |
| 21 gen.     | 0-1         | Varese-Valenzana   | 1-2           | 1º apr.       |
| 21 gen.     | 4-1         | Biellese-Luinese   | 2-1           | 1º apr.       |
| 21 gen.     | 0-2         | Sestese-Pro Patria | 0-6           | 1º apr.       |

### Girone C

#### Squadre partecipanti
| Club                | Rosa     | Città                 | Stadio                     | Stagione precedente |
| ------------------- | -------- | --------------------- | -------------------------- | ------------------- |
| Atalanta            | dettagli | Bergamo               | Stadium della Clementina   |                     |
| Chiasso             | dettagli | Chiasso (TI)          | Campo "Mornello"           |                     |
| Como                | dettagli | Como                  |                            |                     |
| Fanfulla            | dettagli | Lodi (MI)             | Stadio Dossenina           |                     |
| Juventus Italia     | dettagli | Milano                | Campo del "Bersaglio"      |                     |
| Monza               | dettagli | Monza (MI)            | Campo delle Grazie Vecchie |                     |
| Officine Meccaniche | dettagli | Milano-Vigentino (MI) | Campo "O.M." al Vigentino  |                     |
| Piacenza            | dettagli | Piacenza              | Campo "Barriera Genova"    |                     |

#### Classifica
|  | Pos. | Squadra             | Pt | G  | V | N | P  | GF | GS | DR  |
|  | ---- | ------------------- | -- | -- | - | - | -- | -- | -- | --- |
|  | 1.   | Atalanta            | 20 | 14 | 8 | 4 | 2  | 34 | 12 | +22 |
|  | 2.   | Piacenza            | 19 | 14 | 9 | 1 | 4  | 20 | 13 | +7  |
|  | 3.   | Juventus Italia     | 17 | 14 | 6 | 5 | 3  | 27 | 18 | +9  |
|  | 4.   | Como                | 14 | 14 | 5 | 4 | 5  | 21 | 13 | +8  |
|  | 4.   | Fanfulla            | 14 | 14 | 5 | 4 | 5  | 14 | 21 | -7  |
|  | 6.   | Monza               | 11 | 14 | 2 | 7 | 5  | 15 | 17 | -2  |
|  | 7.   | Chiasso             | 11 | 14 | 4 | 3 | 7  | 10 | 25 | -15 |
|  | 8.   | Officine Meccaniche | 6  | 14 | 2 | 2 | 10 | 12 | 34 | -22 |

|                  | Spareggio |                  | Città e data          |  |
| ---------------- | --------- | ---------------- | --------------------- |  |
| Monza            | 2 - 1     | Canottieri Lecco | Monza, 22 luglio 1923 |  |
| Canottieri Lecco | 0 - 1     | Monza            | Lecco, 29 luglio 1923 |  |
|                  |           |                  |                       |  |

#### Verdetti
- Atalanta ammessa alla fase finale.
- Monza salvatosi dopo vittoria contro la vincente lombarda di Terza Divisione.
- Chiasso, retrocesso, secessiona dalla FIGC e si affilia all'ASF disputando la Serie B 1923-1924.
- Officine Meccaniche (ex Miani & Silvestri) retrocessa in Terza Divisione 1923-1924.

#### Tabellone
|                     | Ata  | Chi  | Com  | Fan  | Juv  | Mon  | Off  | Pia  |
| ------------------- | ---- | ---- | ---- | ---- | ---- | ---- | ---- | ---- |
| Atalanta            | –––– | 5-0  | 0-2  | 5-1  | 2-2  | 1-0  | 7-1  | 2-0  |
| Chiasso             | 1-1  | –––– | 1-1  | 1-0  | 3-2  | 3-2  | 1-0  | 0-1  |
| Como                | 1-1  | 5-0  | –––– | 1-2  | 0-1  | 0-0  | 5-1  | 2-0  |
| Fanfulla            | 0-2  | 1-0  | 0-0  | –––– | 1-4  | 0-0  | 2-0  | 3-1  |
| Juventus Italia     | 1-1  | 3-0  | 3-1  | 2-2  | –––– | 3-3  | 1-1  | 2-0  |
| Monza               | 1-2  | 0-0  | 3-2  | 1-1  | 0-1  | –––– | 5-2  | 0-0  |
| Officine Meccaniche | 1-5  | 1-0  | 0-1  | 0-1  | 2-1  | 0-0  | –––– | 1-2  |
| Piacenza            | 1-0  | 3-0  | 1-0  | 4-0  | 2-1  | 2-0  | 3-2  | –––– |

#### Calendario
| Andata (1ª) | Andata (1ª) | Prima giornata       | Ritorno (12ª) | Ritorno (12ª) |
|             |             |                      |               |               |
| 12 nov.     | 1-0         | Piacenza-Atalanta    | 0-2           | 4 feb.        |
| 12 nov.     | 0-1         | Como-Juventus Italia | 1-3           | 4 feb.        |
| 12 nov.     | 0-1         | O.M.-Fanfulla        | 0-2           | 4 feb.        |
| 12 nov.     | 0-0         | Monza-Chiasso        | 2-3           | 4 feb.        |

| Andata (2ª) | Andata (2ª) | Seconda giornata     | Ritorno (13ª) | Ritorno (13ª) |
|             |             |                      |               |               |
| 19 nov.     | 3-1         | Fanfulla-Piacenza    | 0-4           | 11 feb.       |
| 19 nov.     | 1-1         | Chiasso-Atalanta     | 0-5           | 11 feb.       |
| 19 nov.     | 1-1         | Juventus Italia-O.M. | 1-2           | 11 feb.       |
| 19 nov.     | 0-0         | Como-Monza           | 2-3           | 11 feb.       |

| Andata (1ª) | Andata (1ª) | Prima giornata       | Ritorno (12ª) | Ritorno (12ª) |
|             |             |                      |               |               |
| 12 nov.     | 1-0         | Piacenza-Atalanta    | 0-2           | 4 feb.        |
| 12 nov.     | 0-1         | Como-Juventus Italia | 1-3           | 4 feb.        |
| 12 nov.     | 0-1         | O.M.-Fanfulla        | 0-2           | 4 feb.        |
| 12 nov.     | 0-0         | Monza-Chiasso        | 2-3           | 4 feb.        |

| Andata (2ª) | Andata (2ª) | Seconda giornata     | Ritorno (13ª) | Ritorno (13ª) |
|             |             |                      |               |               |
| 19 nov.     | 3-1         | Fanfulla-Piacenza    | 0-4           | 11 feb.       |
| 19 nov.     | 1-1         | Chiasso-Atalanta     | 0-5           | 11 feb.       |
| 19 nov.     | 1-1         | Juventus Italia-O.M. | 1-2           | 11 feb.       |
| 19 nov.     | 0-0         | Como-Monza           | 2-3           | 11 feb.       |

| Andata (3ª) | Andata (3ª) | Terza giornata           | Ritorno (14ª) | Ritorno (14ª) |
|             |             |                          |               |               |
| 10 dic.     | 2-1         | Piacenza-Juventus Italia | 0-2           | 18 feb.       |
| 10 dic.     | 5-1         | Atalanta-Fanfulla        | 2-0           | 18 feb.       |
| 10 dic.     | 5-2         | Monza-O.M.               | 0-0           | 18 feb.       |
| 10 dic.     | 1-1         | Chiasso-Como             | 0-5           | 18 feb.       |

| Andata (4ª) | Andata (4ª) | Quarta giornata          | Ritorno (15ª) | Ritorno (15ª) |
|             |             |                          |               |               |
| 17 dic.     | 1-1         | Juventus Italia-Atalanta | 2-2           | 11 mar.       |
| 17 dic.     | 0-0         | Monza-Piacenza           | 0-2           | 11 mar.       |
| 17 dic.     | 1-0         | Fanfulla-Chiasso         | 0-1           | 11 mar.       |
| 17 dic.     | 5-1         | Como-O.M.                | 1-0           | 11 mar.       |

| Andata (3ª) | Andata (3ª) | Terza giornata           | Ritorno (14ª) | Ritorno (14ª) |
|             |             |                          |               |               |
| 10 dic.     | 2-1         | Piacenza-Juventus Italia | 0-2           | 18 feb.       |
| 10 dic.     | 5-1         | Atalanta-Fanfulla        | 2-0           | 18 feb.       |
| 10 dic.     | 5-2         | Monza-O.M.               | 0-0           | 18 feb.       |
| 10 dic.     | 1-1         | Chiasso-Como             | 0-5           | 18 feb.       |

| Andata (4ª) | Andata (4ª) | Quarta giornata          | Ritorno (15ª) | Ritorno (15ª) |
|             |             |                          |               |               |
| 17 dic.     | 1-1         | Juventus Italia-Atalanta | 2-2           | 11 mar.       |
| 17 dic.     | 0-0         | Monza-Piacenza           | 0-2           | 11 mar.       |
| 17 dic.     | 1-0         | Fanfulla-Chiasso         | 0-1           | 11 mar.       |
| 17 dic.     | 5-1         | Como-O.M.                | 1-0           | 11 mar.       |

| Andata (5ª) | Andata (5ª) | Quinta giornata          | Ritorno (16ª) | Ritorno (16ª) |
|             |             |                          |               |               |
| 7 gen.      | 2-0         | Como-Piacenza            | 0-1           | 18 mar        |
| 7 gen.      | 1-0         | Atalanta-Monza           | 2-1           | 18 mar        |
| 7 gen.      | 2-2         | Juventus Italia-Fanfulla | 4-1           | 18 mar        |
| 7 gen.      | 1-0         | O.M.-Chiasso             | 0-1           | 18 mar        |

| Andata (6ª) | Andata (6ª) | Sesta giornata          | Ritorno (17ª) | Ritorno (17ª) |
|             |             |                         |               |               |
| 14 gen.     | 3-2         | Piacenza-O.M.           | 2-1           | 25 mar.       |
| 14 gen.     | 0-2         | Atalanta-Como           | 1-1           | 25 mar.       |
| 14 gen.     | 1-1         | Monza-Fanfulla          | 0-0           | 25 mar.       |
| 14 gen.     | 3-2         | Chiasso-Juventus Italia | 0-3           | 25 mar.       |

| Andata (5ª) | Andata (5ª) | Quinta giornata          | Ritorno (16ª) | Ritorno (16ª) |
|             |             |                          |               |               |
| 7 gen.      | 2-0         | Como-Piacenza            | 0-1           | 18 mar        |
| 7 gen.      | 1-0         | Atalanta-Monza           | 2-1           | 18 mar        |
| 7 gen.      | 2-2         | Juventus Italia-Fanfulla | 4-1           | 18 mar        |
| 7 gen.      | 1-0         | O.M.-Chiasso             | 0-1           | 18 mar        |

| Andata (6ª) | Andata (6ª) | Sesta giornata          | Ritorno (17ª) | Ritorno (17ª) |
|             |             |                         |               |               |
| 14 gen.     | 3-2         | Piacenza-O.M.           | 2-1           | 25 mar.       |
| 14 gen.     | 0-2         | Atalanta-Como           | 1-1           | 25 mar.       |
| 14 gen.     | 1-1         | Monza-Fanfulla          | 0-0           | 25 mar.       |
| 14 gen.     | 3-2         | Chiasso-Juventus Italia | 0-3           | 25 mar.       |

| \| Andata (7ª) \| Andata (7ª) \| Settima giornata \| Ritorno (18ª) \| Ritorno (18ª) \| \| \| \| \| \| \| \| 21 gen. \| 0-1 \| Chiasso-Piacenza \| 0-3 \| 1º apr. \| \| 21 gen. \| 1-5 \| O.M.-Atalanta \| 1-7 \| 1º apr. \| \| 21 gen. \| 1-2 \| Como-Fanfulla \| 0-0 \| 1º apr. \| \| 21 gen. \| 3-3 \| Juventus Italia-Monza \| 1-0 \| 1º apr. \| |             |                       |               |               |
| Andata (7ª) | Andata (7ª) | Settima giornata      | Ritorno (18ª) | Ritorno (18ª) |
| |             |                       |               |               |
| 21 gen. | 0-1         | Chiasso-Piacenza      | 0-3           | 1º apr.       |
| 21 gen. | 1-5         | O.M.-Atalanta         | 1-7           | 1º apr.       |
| 21 gen. | 1-2         | Como-Fanfulla         | 0-0           | 1º apr.       |
| 21 gen. | 3-3         | Juventus Italia-Monza | 1-0           | 1º apr.       |

| Andata (7ª) | Andata (7ª) | Settima giornata      | Ritorno (18ª) | Ritorno (18ª) |
|             |             |                       |               |               |
| 21 gen.     | 0-1         | Chiasso-Piacenza      | 0-3           | 1º apr.       |
| 21 gen.     | 1-5         | O.M.-Atalanta         | 1-7           | 1º apr.       |
| 21 gen.     | 1-2         | Como-Fanfulla         | 0-0           | 1º apr.       |
| 21 gen.     | 3-3         | Juventus Italia-Monza | 1-0           | 1º apr.       |

### Girone D

#### Squadre partecipanti
| Club             | Rosa     | Città          | Stadio              | Stagione precedente |
| ---------------- | -------- | -------------- | ------------------- | ------------------- |
| Bentegodi Verona | dettagli | Verona         |                     |                     |
| Carpi            | dettagli | Carpi (MO)     |                     |                     |
| Legnaghese       | dettagli | Legnago (VR)   |                     |                     |
| Mantovana        | dettagli | Mantova        |                     |                     |
| Ostiglia         | dettagli | Ostiglia (MN)  |                     |                     |
| Parma            | dettagli | Parma          |                     |                     |
| Schio            | dettagli | Schio (VI)     |                     |                     |
| Trevigliese      | dettagli | Treviglio (BG) | Campo di via Milano |                     |

#### Classifica
|  | Pos. | Squadra          | Pt | G  | V  | N | P | GF | GS | DR  |
|  | ---- | ---------------- | -- | -- | -- | - | - | -- | -- | --- |
|  | 1.   | Carpi            | 25 | 14 | 12 | 1 | 1 | 33 | 10 | +23 |
|  | 2.   | Trevigliese      | 17 | 14 | 7  | 3 | 4 | 22 | 15 | +7  |
|  | 3.   | Parma            | 16 | 14 | 7  | 2 | 5 | 33 | 17 | +16 |
|  | 4.   | Legnaghese       | 15 | 14 | 7  | 1 | 6 | 20 | 16 | +4  |
|  | 5.   | Bentegodi Verona | 13 | 14 | 6  | 1 | 7 | 21 | 24 | -3  |
|  | 6.   | Ostiglia         | 10 | 14 | 4  | 2 | 8 | 16 | 31 | -15 |
|  | 7.   | Schio            | 8  | 14 | 2  | 4 | 8 | 13 | 27 | -14 |
|  | 7.   | Mantovana        | 8  | 14 | 3  | 2 | 9 | 14 | 32 | -18 |

#### Spareggi retrocessione
|            | Spareggi retrocessione |            | Città e data                      |  |
| ---------- | ---------------------- | ---------- | --------------------------------- |  |
| Ostiglia   | 6 - 2                  | Borgo S.D. | Ostiglia, 26 giugno 1923          |  |
| Borgo S.D. | 1 - 0                  | Ostiglia   | Borgo San Donnino, 1º luglio 1923 |  |
| Ostiglia   | 1 - 0                  | Borgo S.D. | Reggio Emilia, 8 luglio 1923      |  |
|            |                        |            |                                   |  |

#### Verdetti
- Carpi ammesso alla fase finale.
- Ostiglia salvatasi dopo vittoria contro la vincente emiliana di Terza Divisione.
- Schio e U.S. Mantovana retrocesse in Terza Divisione 1923-1924.

#### Tabellone
|             | Ben  | Car  | Leg  | Man  | Ost  | Par  | Sch  | Tre  |
| ----------- | ---- | ---- | ---- | ---- | ---- | ---- | ---- | ---- |
| Bentegodi   | –––– | 1-1  | 1-2  | 2-0  | 5-2  | 1-0  | 3-1  | 1-2  |
| Carpi       | 1-0  | –––– | 2-1  | 5-1  | 4-0  | 3-0  | 4-0  | 3-2  |
| Legnaghese  | 3-1  | 1-2  | –––– | 0-0  | 2-0  | 1-0  | 3-2  | 4-1  |
| Mantovana   | 1-3  | 0-1  | 3-1  | –––– | 0-1  | 1-4  | 3-0  | 1-0  |
| Ostiglia    | 0-2  | 1-2  | 0-2  | 4-2  | –––– | 3-0  | 3-1  | 1-1  |
| Parma       | 5-0  | 2-3  | 1-0  | 7-0  | 6-0  | –––– | 3-1  | 1-1  |
| Schio       | 3-0  | 0-2  | 1-0  | 2-2  | 1-1  | 1-1  | –––– | 0-0  |
| Trevigliese | 3-1  | 1-0  | 2-0  | 2-0  | 3-0  | 2-3  | 2-0  | –––– |

#### Calendario
| Andata (1ª) | Andata (1ª) | Prima giornata     | Ritorno (12ª) | Ritorno (12ª) |
|             |             |                    |               |               |
| 12 nov.     | 3-1         | Bentegodi-Schio    | 0-3           | 4 feb.        |
| 12 nov.     | 4-2         | Ostiglia-Mantovana | 1-0           | 4 feb.        |
| 12 nov.     | 1-0         | Parma-Legnaghese   | 0-1           | 4 feb.        |
| 12 nov.     | 1-0         | Trevigliese-Carpi  | 2-3           | 4 feb.        |

| Andata (2ª) | Andata (2ª) | Seconda giornata      | Ritorno (13ª) | Ritorno (13ª) |
|             |             |                       |               |               |
| 19 nov.     | 3-1         | Ostiglia-Schio        | 1-1           | 11 feb.       |
| 19 nov.     | 3-1         | Trevigliese-Bentegodi | 2-1           | 11 feb.       |
| 19 nov.     | 0-0         | Legnaghese-Mantovana  | 1-3           | 11 feb.       |
| 19 nov.     | 3-0         | Carpi-Parma           | 3-2           | 11 feb.       |

| Andata (1ª) | Andata (1ª) | Prima giornata     | Ritorno (12ª) | Ritorno (12ª) |
|             |             |                    |               |               |
| 12 nov.     | 3-1         | Bentegodi-Schio    | 0-3           | 4 feb.        |
| 12 nov.     | 4-2         | Ostiglia-Mantovana | 1-0           | 4 feb.        |
| 12 nov.     | 1-0         | Parma-Legnaghese   | 0-1           | 4 feb.        |
| 12 nov.     | 1-0         | Trevigliese-Carpi  | 2-3           | 4 feb.        |

| Andata (2ª) | Andata (2ª) | Seconda giornata      | Ritorno (13ª) | Ritorno (13ª) |
|             |             |                       |               |               |
| 19 nov.     | 3-1         | Ostiglia-Schio        | 1-1           | 11 feb.       |
| 19 nov.     | 3-1         | Trevigliese-Bentegodi | 2-1           | 11 feb.       |
| 19 nov.     | 0-0         | Legnaghese-Mantovana  | 1-3           | 11 feb.       |
| 19 nov.     | 3-0         | Carpi-Parma           | 3-2           | 11 feb.       |

| Andata (3ª) | Andata (3ª) | Terza giornata     | Ritorno (14ª) | Ritorno (14ª) |
|             |             |                    |               |               |
| 10 dic.     | 1-0         | Schio-Legnaghese   | 2-3           | 18 feb.       |
| 10 dic.     | 5-2         | Bentegodi-Ostiglia | 2-0           | 18 feb.       |
| 10 dic.     | 0-1         | Mantovana-Carpi    | 1-5           | 18 feb.       |
| 10 dic.     | 1-1         | Parma-Trevigliese  | 3-2           | 18 feb.       |

| Andata (4ª) | Andata (4ª) | Quarta giornata      | Ritorno (15ª) | Ritorno (15ª) |
|             |             |                      |               |               |
| 17 dic.     | 4-0         | Carpi-Schio          | 2-0           | 11 mar.       |
| 17 dic.     | 3-1         | Legnaghese-Bentegodi | 2-1           | 11 mar.       |
| 17 dic.     | 3-0         | Trevigliese-Ostiglia | 1-1           | 11 mar.       |
| 17 dic.     | 1-4         | Mantovana-Parma      | 0-7           | 11 mar.       |

| Andata (3ª) | Andata (3ª) | Terza giornata     | Ritorno (14ª) | Ritorno (14ª) |
|             |             |                    |               |               |
| 10 dic.     | 1-0         | Schio-Legnaghese   | 2-3           | 18 feb.       |
| 10 dic.     | 5-2         | Bentegodi-Ostiglia | 2-0           | 18 feb.       |
| 10 dic.     | 0-1         | Mantovana-Carpi    | 1-5           | 18 feb.       |
| 10 dic.     | 1-1         | Parma-Trevigliese  | 3-2           | 18 feb.       |

| Andata (4ª) | Andata (4ª) | Quarta giornata      | Ritorno (15ª) | Ritorno (15ª) |
|             |             |                      |               |               |
| 17 dic.     | 4-0         | Carpi-Schio          | 2-0           | 11 mar.       |
| 17 dic.     | 3-1         | Legnaghese-Bentegodi | 2-1           | 11 mar.       |
| 17 dic.     | 3-0         | Trevigliese-Ostiglia | 1-1           | 11 mar.       |
| 17 dic.     | 1-4         | Mantovana-Parma      | 0-7           | 11 mar.       |

| Andata (5ª) | Andata (5ª) | Quinta giornata       | Ritorno (16ª) | Ritorno (16ª) |
|             |             |                       |               |               |
| 7 gen.      | 1-1         | Schio-Parma           | 1-3           | 18 mar.       |
| 7 gen.      | 1-0         | Carpi-Bentegodi       | 1-1           | 18 mar.       |
| 7 gen.      | 0-2         | Ostiglia-Legnaghese   | 0-2           | 18 mar.       |
| 7 gen.      | 0-1         | Trevigliese-Mantovana | 2-0           | 18 mar.       |

| Andata (6ª) | Andata (6ª) | Sesta giornata         | Ritorno (17ª) | Ritorno (17ª) |
|             |             |                        |               |               |
| 14 gen.     | 2-2         | Mantovana-Schio        | 3-0           | 25 mar.       |
| 14 gen.     | 5-0         | Parma-Bentegodi        | 0-1           | 25 mar.       |
| 14 gen.     | 1-2         | Ostiglia-Carpi         | 0-4           | 25 mar.       |
| 14 gen.     | 4-1         | Legnaghese-Trevigliese | 0-2           | 25 mar.       |

| Andata (5ª) | Andata (5ª) | Quinta giornata       | Ritorno (16ª) | Ritorno (16ª) |
|             |             |                       |               |               |
| 7 gen.      | 1-1         | Schio-Parma           | 1-3           | 18 mar.       |
| 7 gen.      | 1-0         | Carpi-Bentegodi       | 1-1           | 18 mar.       |
| 7 gen.      | 0-2         | Ostiglia-Legnaghese   | 0-2           | 18 mar.       |
| 7 gen.      | 0-1         | Trevigliese-Mantovana | 2-0           | 18 mar.       |

| Andata (6ª) | Andata (6ª) | Sesta giornata         | Ritorno (17ª) | Ritorno (17ª) |
|             |             |                        |               |               |
| 14 gen.     | 2-2         | Mantovana-Schio        | 3-0           | 25 mar.       |
| 14 gen.     | 5-0         | Parma-Bentegodi        | 0-1           | 25 mar.       |
| 14 gen.     | 1-2         | Ostiglia-Carpi         | 0-4           | 25 mar.       |
| 14 gen.     | 4-1         | Legnaghese-Trevigliese | 0-2           | 25 mar.       |

| \| Andata (7ª) \| Andata (7ª) \| Settima giornata \| Ritorno (18ª) \| Ritorno (18ª) \| \| \| \| \| \| \| \| 21 gen. \| 0-2 \| Schio-Trevigliese \| 0-0 \| 1 apr. \| \| 21 gen. \| 2-0 \| Bentegodi-Mantovana \| 3-1 \| 1 apr. \| \| 21 gen. \| 6-0 \| Parma-Ostiglia \| 0-3 \| 1 apr. \| \| 21 gen. \| 2-1 \| Carpi-Legnaghese \| 2-1 \| 1 apr. \| |             |                     |               |               |
| Andata (7ª) | Andata (7ª) | Settima giornata    | Ritorno (18ª) | Ritorno (18ª) |
| |             |                     |               |               |
| 21 gen. | 0-2         | Schio-Trevigliese   | 0-0           | 1 apr.        |
| 21 gen. | 2-0         | Bentegodi-Mantovana | 3-1           | 1 apr.        |
| 21 gen. | 6-0         | Parma-Ostiglia      | 0-3           | 1 apr.        |
| 21 gen. | 2-1         | Carpi-Legnaghese    | 2-1           | 1 apr.        |

| Andata (7ª) | Andata (7ª) | Settima giornata    | Ritorno (18ª) | Ritorno (18ª) |
|             |             |                     |               |               |
| 21 gen.     | 0-2         | Schio-Trevigliese   | 0-0           | 1 apr.        |
| 21 gen.     | 2-0         | Bentegodi-Mantovana | 3-1           | 1 apr.        |
| 21 gen.     | 6-0         | Parma-Ostiglia      | 0-3           | 1 apr.        |
| 21 gen.     | 2-1         | Carpi-Legnaghese    | 2-1           | 1 apr.        |

### Girone E

#### Squadre partecipanti
| Club       | Rosa     | Città                    | Stadio                   | Stagione precedente                                |
| ---------- | -------- | ------------------------ | ------------------------ | -------------------------------------------------- |
| Dolo       | dettagli | Dolo (VE)                |                          |                                                    |
| Edera Pola | dettagli | Pola                     | Campo "Principe Umberto" |                                                    |
| Giorgione  | dettagli | Castelfranco Veneto (TV) |                          |                                                    |
| Grion Pola | dettagli | Pola                     | Campo "Principe Umberto" |                                                    |
| Monfalcone | dettagli | Monfalcone (TS)          |                          |                                                    |
| Treviso    | dettagli | Treviso                  |                          |                                                    |
| Venezia    | dettagli | Venezia                  |                          | 10º nel girone B della Prima Divisione, retrocesso |
| Vicenza    | dettagli | Vicenza                  |                          | 12º nel girone A della Prima Divisione, retrocesso |

#### Classifica
|  | Pos. | Squadra    | Pt | G  | V | N | P | GF | GS | DR  |
|  | ---- | ---------- | -- | -- | - | - | - | -- | -- | --- |
|  | 1.   | Edera Pola | 19 | 14 | 8 | 4 | 2 | 26 | 16 | +10 |
|  | 2.   | Dolo       | 17 | 14 | 6 | 5 | 3 | 34 | 21 | +13 |
|  | 3.   | Monfalcone | 16 | 14 | 7 | 2 | 5 | 21 | 18 | +3  |
|  | 4.   | Treviso    | 14 | 14 | 5 | 4 | 5 | 20 | 22 | -2  |
|  | 4.   | Venezia    | 14 | 14 | 5 | 4 | 5 | 18 | 21 | -3  |
|  | 6.   | Grion Pola | 13 | 14 | 5 | 3 | 6 | 20 | 20 | 0   |
|  | 7.   | Vicenza    | 13 | 14 | 4 | 5 | 5 | 25 | 24 | +1  |
|  | 8.   | Giorgione  | 5  | 14 | 0 | 5 | 9 | 13 | 35 | -22 |

#### Spareggi retrocessione
|         | Spareggio retrocessione |         | Città e data          |  |
| ------- | ----------------------- | ------- | --------------------- |  |
| Grion   | 1 - 1                   | Olympia | Pola, 8 luglio 1923   |  |
| Olympia | 2 - 1                   | Grion   | Fiume, 15 luglio 1923 |  |
|         |                         |         |                       |  |

#### Verdetti
- Edera Pola ammessa alla fase finale.
- Grion retrocesso dopo sconfitta contro la vincente giuliana di Terza Divisione.
- Vicenza e Giorgione retrocesse in Terza Divisione 1923-1924.

#### Tabellone
|            | Dol  | Ede  | Gio  | Gri  | Mon  | Tre  | Ven  | Vic  |
| ---------- | ---- | ---- | ---- | ---- | ---- | ---- | ---- | ---- |
| Dolo       | –––– | 4-4  | 7-1  | 1-2  | 3-0  | 1-1  | 3-3  | 2-1  |
| Edera      | 0-0  | –––– | 3-1  | 1-0  | 1-0  | 2-3  | 1-0  | 5-3  |
| Giorgione  | 2-5  | 0-3  | –––– | 1-1  | 3-3  | 0-0  | 1-1  | 1-5  |
| Grion      | 0-1  | 1-3  | 1-0  | –––– | 1-4  | 4-2  | 2-0  | 4-1  |
| Monfalcone | 3-2  | 0-1  | 1-0  | 1-0  | –––– | 3-1  | 0-3  | 1-1  |
| Treviso    | 3-1  | 2-0  | 2-2  | 2-2  | 0-2  | –––– | 2-1  | 2-1  |
| Venezia    | 1-3  | 1-1  | 1-0  | 1-0  | 2-1  | 2-1  | –––– | 2-2  |
| Vicenza    | 1-1  | 1-1  | 2-1  | 2-2  | 0-2  | 1-0  | 4-0  | –––– |

#### Calendario
| Andata (1ª) | Andata (1ª) | Prima giornata    | Ritorno (12ª) | Ritorno (12ª) |
|             |             |                   |               |               |
| 12 nov.     | 0-1         | Monfalcone-Edera  | 0-1           | 4 feb.        |
| 12 nov.     | 4-2         | Grion-Treviso     | 2-2           | 4 feb.        |
| 12 nov.     | 1-3         | Venezia-Dolo      | 3-3           | 4 feb.        |
| 12 nov.     | 2-1         | Vicenza-Giorgione | 5-0           | 4 feb.        |

| Andata (2ª) | Andata (2ª) | Seconda giornata | Ritorno (13ª) | Ritorno (13ª) |
|             |             |                  |               |               |
| 19 nov.     | 4-1         | Monfalcone-Grion | 0-2           | 11 feb.       |
| 19 nov.     | 2-1         | Treviso-Venezia  | 1-2           | 11 feb.       |
| 19 nov.     | 3-1         | Edera-Giorgione  | 3-0           | 11 feb.       |
| 19 nov.     | 2-1         | Dolo-Vicenza     | 1-1           | 11 feb.       |

| Andata (1ª) | Andata (1ª) | Prima giornata    | Ritorno (12ª) | Ritorno (12ª) |
|             |             |                   |               |               |
| 12 nov.     | 0-1         | Monfalcone-Edera  | 0-1           | 4 feb.        |
| 12 nov.     | 4-2         | Grion-Treviso     | 2-2           | 4 feb.        |
| 12 nov.     | 1-3         | Venezia-Dolo      | 3-3           | 4 feb.        |
| 12 nov.     | 2-1         | Vicenza-Giorgione | 5-0           | 4 feb.        |

| Andata (2ª) | Andata (2ª) | Seconda giornata | Ritorno (13ª) | Ritorno (13ª) |
|             |             |                  |               |               |
| 19 nov.     | 4-1         | Monfalcone-Grion | 0-2           | 11 feb.       |
| 19 nov.     | 2-1         | Treviso-Venezia  | 1-2           | 11 feb.       |
| 19 nov.     | 3-1         | Edera-Giorgione  | 3-0           | 11 feb.       |
| 19 nov.     | 2-1         | Dolo-Vicenza     | 1-1           | 11 feb.       |

| Andata (3ª) | Andata (3ª) | Terza giornata     | Ritorno (14ª) | Ritorno (14ª) |
|             |             |                    |               |               |
| 10 dic.     | 0-3         | Monfalcone-Venezia | 1-2           | 18 feb.       |
| 10 dic.     | 1-3         | Grion-Edera        | 0-1           | 18 feb.       |
| 10 dic.     | 2-1         | Treviso-Vicenza    | 0-1           | 18 feb.       |
| 10 dic.     | 2-5         | Giorgione-Dolo     | 1-7           | 18 feb.       |

| Andata (4ª) | Andata (4ª) | Quarta giornata    | Ritorno (15ª) | Ritorno (15ª) |
|             |             |                    |               |               |
| 17 dic.     | 0-2         | Vicenza-Monfalcone | 1-1           | 11 mar.       |
| 17 dic.     | 1-1         | Venezia-Edera      | 0-1           | 11 mar.       |
| 17 dic.     | 1-1         | Dolo-Treviso       | 1-2           | 11 mar.       |
| 17 dic.     | 1-0         | Grion-Giorgione    | 1-1           | 11 mar.       |

| Andata (3ª) | Andata (3ª) | Terza giornata     | Ritorno (14ª) | Ritorno (14ª) |
|             |             |                    |               |               |
| 10 dic.     | 0-3         | Monfalcone-Venezia | 1-2           | 18 feb.       |
| 10 dic.     | 1-3         | Grion-Edera        | 0-1           | 18 feb.       |
| 10 dic.     | 2-1         | Treviso-Vicenza    | 0-1           | 18 feb.       |
| 10 dic.     | 2-5         | Giorgione-Dolo     | 1-7           | 18 feb.       |

| Andata (4ª) | Andata (4ª) | Quarta giornata    | Ritorno (15ª) | Ritorno (15ª) |
|             |             |                    |               |               |
| 17 dic.     | 0-2         | Vicenza-Monfalcone | 1-1           | 11 mar.       |
| 17 dic.     | 1-1         | Venezia-Edera      | 0-1           | 11 mar.       |
| 17 dic.     | 1-1         | Dolo-Treviso       | 1-2           | 11 mar.       |
| 17 dic.     | 1-0         | Grion-Giorgione    | 1-1           | 11 mar.       |

| Andata (5ª) | Andata (5ª) | Quinta giornata   | Ritorno (16ª) | Ritorno (16ª) |
|             |             |                   |               |               |
| 7 gen.      | 3-2         | Monfalcone-Dolo   | 0-3           | 18 mar        |
| 7 gen.      | 5-3         | Edera-Vicenza     | 1-1           | 18 mar        |
| 7 gen.      | 1-0         | Venezia-Grion     | 1-2           | 18 mar        |
| 7 gen.      | 0-0         | Giorgione-Treviso | 2-2           | 18 mar        |

| Andata (6ª) | Andata (6ª) | Sesta giornata     | Ritorno (17ª) | Ritorno (17ª) |
|             |             |                    |               |               |
| 14 gen.     | 0-2         | Treviso-Monfalcone | 1-3           | 25 mar.       |
| 14 gen.     | 4-4         | Dolo-Edera         | 0-0           | 25 mar.       |
| 14 gen.     | 3-1         | Vicenza-Grion      | 2-2           | 25 mar.       |
| 14 gen.     | 2-1         | Venezia-Giorgione  | 1-1           | 25 mar.       |

| Andata (5ª) | Andata (5ª) | Quinta giornata   | Ritorno (16ª) | Ritorno (16ª) |
|             |             |                   |               |               |
| 7 gen.      | 3-2         | Monfalcone-Dolo   | 0-3           | 18 mar        |
| 7 gen.      | 5-3         | Edera-Vicenza     | 1-1           | 18 mar        |
| 7 gen.      | 1-0         | Venezia-Grion     | 1-2           | 18 mar        |
| 7 gen.      | 0-0         | Giorgione-Treviso | 2-2           | 18 mar        |

| Andata (6ª) | Andata (6ª) | Sesta giornata     | Ritorno (17ª) | Ritorno (17ª) |
|             |             |                    |               |               |
| 14 gen.     | 0-2         | Treviso-Monfalcone | 1-3           | 25 mar.       |
| 14 gen.     | 4-4         | Dolo-Edera         | 0-0           | 25 mar.       |
| 14 gen.     | 3-1         | Vicenza-Grion      | 2-2           | 25 mar.       |
| 14 gen.     | 2-1         | Venezia-Giorgione  | 1-1           | 25 mar.       |

| \| Andata (7ª) \| Andata (7ª) \| Settima giornata \| Ritorno (18ª) \| Ritorno (18ª) \| \| \| \| \| \| \| \| 21 gen. \| 3-3 \| Giorgione-Monfalcone \| 0-1 \| 1º apr. \| \| 21 gen. \| 2-3 \| Edera-Treviso[13] \| 0-2 \| 1º apr. \| \| 21 gen. \| 4-0 \| Vicenza-Venezia \| 2-2 \| 1º apr. \| \| 21 gen. \| 1-2 \| Dolo-Grion \| 1-0 \| 1º apr. \| |             |                      |               |               |
| Andata (7ª) | Andata (7ª) | Settima giornata     | Ritorno (18ª) | Ritorno (18ª) |
| |             |                      |               |               |
| 21 gen. | 3-3         | Giorgione-Monfalcone | 0-1           | 1º apr.       |
| 21 gen. | 2-3         | Edera-Treviso        | 0-2           | 1º apr.       |
| 21 gen. | 4-0         | Vicenza-Venezia      | 2-2           | 1º apr.       |
| 21 gen. | 1-2         | Dolo-Grion           | 1-0           | 1º apr.       |

| Andata (7ª) | Andata (7ª) | Settima giornata     | Ritorno (18ª) | Ritorno (18ª) |
|             |             |                      |               |               |
| 21 gen.     | 3-3         | Giorgione-Monfalcone | 0-1           | 1º apr.       |
| 21 gen.     | 2-3         | Edera-Treviso        | 0-2           | 1º apr.       |
| 21 gen.     | 4-0         | Vicenza-Venezia      | 2-2           | 1º apr.       |
| 21 gen.     | 1-2         | Dolo-Grion           | 1-0           | 1º apr.       |

### Girone F

#### Squadre partecipanti
| Club              | Rosa     | Città          | Stadio                    | Stagione precedente                      |
| ----------------- | -------- | -------------- | ------------------------- | ---------------------------------------- |
| CS Firenze        | dettagli | Firenze        | Velodromo delle Cascine   |                                          |
| Fortitudo Bologna | dettagli | Bologna        |                           |                                          |
| Juventus Massa    | dettagli | Massa          | Campo di via Marina       |                                          |
| Libertas Firenze  | dettagli | Firenze        | Stadio Velodromo Libertas |                                          |
| Prato             | dettagli | Prato (FI)     |                           |                                          |
| Reggiana          | dettagli | Reggio Emilia  | Stadio Mirabello          |                                          |
| Robur             | dettagli | Siena          | Campo di Piazza d'Armi    |                                          |
| Viareggio         | dettagli | Viareggio (LU) | Campo di Villa Rigutti    | Retrocesso dalla Prima Categoria Toscana |

#### Classifica
|  | Pos. | Squadra           | Pt | G  | V  | N | P  | GF | GS | DR  |
|  | ---- | ----------------- | -- | -- | -- | - | -- | -- | -- | --- |
|  | 1.   | Viareggio         | 24 | 14 | 11 | 2 | 1  | 31 | 12 | +19 |
|  | 2.   | Libertas Firenze  | 20 | 14 | 10 | 0 | 4  | 35 | 10 | +25 |
|  | 3.   | Prato             | 19 | 14 | 8  | 3 | 9  | 20 | 14 | +6  |
|  | 4.   | Reggiana          | 17 | 14 | 7  | 3 | 4  | 27 | 15 | +12 |
|  | 5.   | CS Firenze        | 13 | 14 | 5  | 3 | 6  | 13 | 18 | -5  |
|  | 6.   | Robur             | 12 | 14 | 5  | 2 | 7  | 20 | 25 | -5  |
|  | 7.   | Fortitudo Bologna | 5  | 14 | 2  | 3 | 9  | 12 | 29 | -17 |
|  | 8.   | Juventus Massa    | 0  | 14 | 0  | 0 | 14 | 2  | 37 | -35 |

#### Spareggi retrocessione
|           | Spareggi retrocessione |           | Città e data            |  |
| --------- | ---------------------- | --------- | ----------------------- |  |
| Robur     | 4 - 0                  | Pistoiese | Siena, 24 giugno 1923   |  |
| Pistoiese | 4 - 1                  | Robur     | Pistoia, 1º luglio 1923 |  |
| Robur     | 1 - 1                  | Pistoiese | Livorno, 15 luglio 1923 |  |
| Robur     | 1 - 0                  | Pistoiese | Livorno, 22 luglio 1923 |  |
|           |                        |           |                         |  |

#### Verdetti
- Viareggio ammesso alla fase finale.
- Robur salvatasi dopo vittoria contro la vincente toscana di Terza Divisione.
- Fortitudo e Juventus Massa retrocesse in Terza Divisione 1923-1924. La Juventus Massa prese poi un anno sabbatico.

#### Tabellone
|           | Fir  | For  | Juv  | Lib  | Pra  | Reg  | Rob  | Via  |
| --------- | ---- | ---- | ---- | ---- | ---- | ---- | ---- | ---- |
| Firenze   | –––– | 2-1  | 2-0  | 2-1  | 0-0  | 2-2  | 0-0  | 0-3  |
| Fortitudo | 0-2  | –––– | 2-0  | 0-6  | 0-1  | 1-2  | 2-2  | 0-2  |
| Juventus  | 0-2  | 0-2  | –––– | 0-5  | 0-2  | 0-2  | 0-2  | 1-6  |
| Libertas  | 2-0  | 3-0  | 2-0  | –––– | 3-2  | 2-1  | 2-0  | 6-0  |
| Prato     | 2-0  | 2-2  | 2-0  | 1-0  | –––– | 1-0  | 3-2  | 0-1  |
| Reggiana  | 3-1  | 1-1  | 2-0  | 3-2  | 4-1  | –––– | 6-0  | 0-1  |
| Robur     | 2-0  | 2-1  | 4-1  | 0-1  | 1-2  | 2-0  | –––– | 0-2  |
| Viareggio | 2-0  | 4-0  | 2-0  | 1-0  | 1-1  | 1-1  | 5-3  | –––– |

#### Calendario
| Andata (1ª) | Andata (1ª) | Prima giornata          | Ritorno (12ª) | Ritorno (12ª) |
|             |             |                         |               |               |
| 12 nov.     | 1-1         | Reggiana-Fortitudo      | 2-1           | 4 feb.        |
| 12 nov.     | 0-0         | Firenze-Prato           | 0-2           | 4 feb.        |
| 12 nov.     | 5-3         | Viareggio-Robur         | 2-0           | 4 feb.        |
| 12 nov.     | 0-5         | Juventus Massa-Libertas | 0-2           | 4 feb.        |

| Andata (2ª) | Andata (2ª) | Seconda giornata         | Ritorno (13ª) | Ritorno (13ª) |
|             |             |                          |               |               |
| 19 nov.     | 2-2         | Fortitudo-Robur          | 1-2           | 11 feb.       |
| 19 nov.     | 1-0         | Prato-Reggiana           | 1-4           | 11 feb.       |
| 19 nov.     | 2-0         | Libertas-Firenze         | 1-2           | 11 feb.       |
| 19 nov.     | 1-6         | Juventus Massa-Viareggio | 0-2           | 11 feb.       |

| Andata (1ª) | Andata (1ª) | Prima giornata          | Ritorno (12ª) | Ritorno (12ª) |
|             |             |                         |               |               |
| 12 nov.     | 1-1         | Reggiana-Fortitudo      | 2-1           | 4 feb.        |
| 12 nov.     | 0-0         | Firenze-Prato           | 0-2           | 4 feb.        |
| 12 nov.     | 5-3         | Viareggio-Robur         | 2-0           | 4 feb.        |
| 12 nov.     | 0-5         | Juventus Massa-Libertas | 0-2           | 4 feb.        |

| Andata (2ª) | Andata (2ª) | Seconda giornata         | Ritorno (13ª) | Ritorno (13ª) |
|             |             |                          |               |               |
| 19 nov.     | 2-2         | Fortitudo-Robur          | 1-2           | 11 feb.       |
| 19 nov.     | 1-0         | Prato-Reggiana           | 1-4           | 11 feb.       |
| 19 nov.     | 2-0         | Libertas-Firenze         | 1-2           | 11 feb.       |
| 19 nov.     | 1-6         | Juventus Massa-Viareggio | 0-2           | 11 feb.       |

| Andata (3ª) | Andata (3ª) | Terza giornata       | Ritorno (14ª) | Ritorno (14ª) |
|             |             |                      |               |               |
| 10 dic.     | 2-2         | Prato-Fortitudo      | 1-0           | 18 feb.       |
| 10 dic.     | 2-1         | Libertas-Reggiana    | 2-3           | 18 feb.       |
| 10 dic.     | 2-0         | Viareggio-Firenze    | 3-0           | 18 feb.       |
| 10 dic.     | 4-1         | Robur-Juventus Massa | 2-0           | 18 feb.       |

| Andata (4ª) | Andata (4ª) | Quarta giornata        | Ritorno (15ª) | Ritorno (15ª) |
|             |             |                        |               |               |
| 17 dic.     | 0-6         | Fortitudo-Libertas     | 0-3           | 11 mar.       |
| 17 dic.     | 0-1         | Reggiana-Viareggio     | 1-1           | 11 mar.       |
| 17 dic.     | *2-0        | Firenze-Juventus Massa | 2-0           | 11 mar.       |
| 17 dic.     | 3-2         | Prato-Robur            | 2-1           | 11 mar.       |

| Andata (3ª) | Andata (3ª) | Terza giornata       | Ritorno (14ª) | Ritorno (14ª) |
|             |             |                      |               |               |
| 10 dic.     | 2-2         | Prato-Fortitudo      | 1-0           | 18 feb.       |
| 10 dic.     | 2-1         | Libertas-Reggiana    | 2-3           | 18 feb.       |
| 10 dic.     | 2-0         | Viareggio-Firenze    | 3-0           | 18 feb.       |
| 10 dic.     | 4-1         | Robur-Juventus Massa | 2-0           | 18 feb.       |

| Andata (4ª) | Andata (4ª) | Quarta giornata        | Ritorno (15ª) | Ritorno (15ª) |
|             |             |                        |               |               |
| 17 dic.     | 0-6         | Fortitudo-Libertas     | 0-3           | 11 mar.       |
| 17 dic.     | 0-1         | Reggiana-Viareggio     | 1-1           | 11 mar.       |
| 17 dic.     | *2-0        | Firenze-Juventus Massa | 2-0           | 11 mar.       |
| 17 dic.     | 3-2         | Prato-Robur            | 2-1           | 11 mar.       |

| Andata (5ª) | Andata (5ª) | Quinta giornata         | Ritorno (16ª) | Ritorno (16ª) |
|             |             |                         |               |               |
| 7 gen.      | *0-2        | Juventus Massa-Reggiana | 0-2           | 18 mar        |
| 7 gen.      | 4-0         | Viareggio-Fortitudo     | 2-0           | 18 mar        |
| 7 gen.      | 3-2         | Libertas-Prato          | 0-1           | 18 mar        |
| 7 gen.      | 2-0         | Robur-Firenze           | 0-0           | 18 mar        |

| Andata (6ª) | Andata (6ª) | Sesta giornata           | Ritorno (17ª) | Ritorno (17ª) |
|             |             |                          |               |               |
| 14 gen.     | 2-2         | Firenze-Reggiana         | 1-3           | 25 mar.       |
| 14 gen.     | *2-0        | Fortitudo-Juventus Massa | 2-0           | 25 mar.       |
| 14 gen.     | 0-1         | Prato-Viareggio          | 1-1           | 25 mar.       |
| 14 gen.     | 0-1         | Robur-Libertas           | 0-2           | 25 mar.       |

| Andata (5ª) | Andata (5ª) | Quinta giornata         | Ritorno (16ª) | Ritorno (16ª) |
|             |             |                         |               |               |
| 7 gen.      | *0-2        | Juventus Massa-Reggiana | 0-2           | 18 mar        |
| 7 gen.      | 4-0         | Viareggio-Fortitudo     | 2-0           | 18 mar        |
| 7 gen.      | 3-2         | Libertas-Prato          | 0-1           | 18 mar        |
| 7 gen.      | 2-0         | Robur-Firenze           | 0-0           | 18 mar        |

| Andata (6ª) | Andata (6ª) | Sesta giornata           | Ritorno (17ª) | Ritorno (17ª) |
|             |             |                          |               |               |
| 14 gen.     | 2-2         | Firenze-Reggiana         | 1-3           | 25 mar.       |
| 14 gen.     | *2-0        | Fortitudo-Juventus Massa | 2-0           | 25 mar.       |
| 14 gen.     | 0-1         | Prato-Viareggio          | 1-1           | 25 mar.       |
| 14 gen.     | 0-1         | Robur-Libertas           | 0-2           | 25 mar.       |

| \| Andata (7ª) \| Andata (7ª) \| Settima giornata \| Ritorno (18ª) \| Ritorno (18ª) \| \| \| \| \| \| \| \| 21 gen. \| 2-1 \| Firenze-Fortitudo[13] \| 2-0 \| 1º apr. \| \| 21 gen. \| 6-0 \| Reggiana-Robur[13] \| 0-2 \| 1º apr. \| \| 21 gen. \| 1-0 \| Viareggio-Libertas \| 0-6 \| 1º apr. \| \| 21 gen. \| *0-2 \| Juventus Massa-Prato[13] \| 0-2 \| 1º apr. \| |             |                      |               |               |
| Andata (7ª) | Andata (7ª) | Settima giornata     | Ritorno (18ª) | Ritorno (18ª) |
| |             |                      |               |               |
| 21 gen. | 2-1         | Firenze-Fortitudo    | 2-0           | 1º apr.       |
| 21 gen. | 6-0         | Reggiana-Robur       | 0-2           | 1º apr.       |
| 21 gen. | 1-0         | Viareggio-Libertas   | 0-6           | 1º apr.       |
| 21 gen. | *0-2        | Juventus Massa-Prato | 0-2           | 1º apr.       |

| Andata (7ª) | Andata (7ª) | Settima giornata     | Ritorno (18ª) | Ritorno (18ª) |
|             |             |                      |               |               |
| 21 gen.     | 2-1         | Firenze-Fortitudo    | 2-0           | 1º apr.       |
| 21 gen.     | 6-0         | Reggiana-Robur       | 0-2           | 1º apr.       |
| 21 gen.     | 1-0         | Viareggio-Libertas   | 0-6           | 1º apr.       |
| 21 gen.     | *0-2        | Juventus Massa-Prato | 0-2           | 1º apr.       |

### Fase finale
Le sei squadre partecipanti alla fase finale furono: Sestrese, Biellese, Atalanta, Carpi, Edera Pola e Viareggio. Furono divise in due gironi di tre. Non era prevista nessuna promozione a causa della riduzione dei ranghi della Prima Divisione.

#### Semifinale A

##### Classifica
|  | Pos. | Squadra   | Pt | G | V | N | P | GF | GS | DR |
|  | ---- | --------- | -- | - | - | - | - | -- | -- | -- |
|  | 1.   | Biellese  | 6  | 4 | 2 | 2 | 0 | 8  | 4  | +4 |
|  | 2.   | Sestrese  | 4  | 4 | 1 | 2 | 1 | 4  | 4  | 0  |
|  | 3.   | Viareggio | 2  | 4 | 1 | 0 | 3 | 4  | 8  | -4 |

##### Verdetto
- Biellese qualificata per la finale.

##### Risultati
| Andata (1ª) | Andata (1ª)      | Prima giornata     | Ritorno (4ª) | Ritorno (4ª) |
|             |                  |                    |              |              |
| 6 mag.      | 2-1              | Sestrese-Viareggio | 0-1          | 27 mag.      |
| 6 mag.      | Riposa: Biellese |                    |              | 27 mag.      |

| Andata (2ª) | Andata (2ª)       | Seconda giornata  | Ritorno (5ª) | Ritorno (5ª) |
|             |                   |                   |              |              |
| 13 mag.     | 2-2               | Biellese-Sestrese | 0-0          | 3 giu.       |
| 13 mag.     | Riposa: Viareggio |                   |              | 3 giu.       |

| \| Andata (3ª) \| Andata (3ª) \| Terza giornata \| Ritorno (6ª) \| Ritorno (6ª) \| \| \| \| \| \| \| \| 10 giu. \| 4-2 \| Biellese-Viareggio[16] \| 2-0 \| 24 giu. \| \| 10 giu. \| Riposa: Sestrese \| \| \| 24 giu. \| |                  |                    |              |              |
| Andata (3ª) | Andata (3ª)      | Terza giornata     | Ritorno (6ª) | Ritorno (6ª) |
| |                  |                    |              |              |
| 10 giu. | 4-2              | Biellese-Viareggio | 2-0          | 24 giu.      |
| 10 giu. | Riposa: Sestrese |                    |              | 24 giu.      |

#### Semifinale B

##### Classifica
|  | Pos. | Squadra    | Pt       | G | V | N | P | GF | GS | DR |
|  | ---- | ---------- | -------- | - | - | - | - | -- | -- | -- |
|  | 1.   | Carpi      | 3        | 2 | 1 | 1 | 0 | 2  | 0  | +2 |
|  | 2.   | Atalanta   | 1        | 2 | 0 | 1 | 1 | 0  | 2  | -2 |
|  | --   | Edera Pola | Ritirata |   |   |   |   |    |    |    |

##### Verdetto
- Carpi qualificato per la finale.

##### Calendario
|          | Semifinale B |          | Città e data           |  |
| -------- | ------------ | -------- | ---------------------- |  |
| Atalanta | 0 - 0        | Carpi    | Bergamo, 6 maggio 1923 |  |
| Carpi    | 2 - 0        | Atalanta | Carpi, 20 maggio 1923  |  |
|          |              |          |                        |  |

#### Finale
|          | Finale |          | Città e data          |  |
| -------- | ------ | -------- | --------------------- |  |
| Biellese | 1 - 0  | Carpi    | Biella, 8 luglio 1923 |  |
| Carpi    | 1 - 1  | Biellese | Carpi, 15 luglio 1923 |  |
|          |        |          |                       |  |

##### Verdetto
- Biellese campione italiano di Seconda Divisione 1922-23 (titolo onorifico).

## Sud
Il Sud aveva anch'esso dei tornei chiamati di Seconda Divisione, ma non avevano nulla a che fare con sopra esposto campionato nazionale in quanto si ponevano in successione alla Promozione, e non alla frazione più debole della vecchia Prima Categoria. Era infatti suddiviso in campionati separati, gestiti dai Comitati Regionali, nei quali le prime classificate avevano la possibilità di essere promosse nei rispettivi tornei locali di Prima Divisione, anche se l'ascesa era subordinata, oltre che ai risultati, alla soddisfazione di requisiti economici e infrastrutturali, non essendo stato qui introdotto neppure il titolo sportivo.
In questa stagione vennero promosse in Prima Divisione Lega Sud le seguenti squadre: S.S. Tivoli (Lazio), S.S. Salernitanaudax (Campania), S.C. Foggia e Enotria F.C. (Puglia).

### Girone marchigiano

#### Squadre partecipanti
| Club             | Rosa     | Città           | Stadio | Stagione precedente |
| ---------------- | -------- | --------------- | ------ | ------------------- |
| Maceratese       | dettagli | Macerata        | -      | -                   |
| S.E.F. Stamura   | dettagli | Ancona          | -      | -                   |
| Vigor Senigallia | dettagli | Senigallia (AN) | -      | -                   |

#### Classifica finale
|  | Pos. | Squadra          | Pt | G | V | N | P | GF | GS | DR |
|  | ---- | ---------------- | -- | - | - | - | - | -- | -- | -- |
|  | 1.   | Maceratese       | 7  | 4 | 3 | 1 | 0 | 10 | 3  | +7 |
|  | 2.   | Stamura Ancona   | 5  | 4 | 2 | 1 | 1 | 6  | 4  | +2 |
|  | 3.   | Vigor Senigallia | 0  | 4 | 0 | 0 | 4 | 1  | 10 | -9 |

Verdetti
- La Maceratese rinunciò alla promozione in Prima Divisione Marche.
- Vigor Senigallia ritirata dopo la seconda giornata e tutte le rimanenti gare perse a tavolino.

### Girone laziale

#### Squadre partecipanti
| Club                    | Rosa     | Città       | Stadio | Stagione precedente |
| ----------------------- | -------- | ----------- | ------ | ------------------- |
| Audace Roma             | dettagli | Roma        | -      | -                   |
| Exquilia F.B.C.         | -        | Roma        | -      | -                   |
| Pro Roma                | dettagli | Roma        | -      | -                   |
| U.S. Tiberis e Vittoria | -        | Roma        | -      | -                   |
| Tivoli                  | dettagli | Tivoli (RM) | -      | -                   |
| C.S. Virtus             | dettagli | Roma        | -      | -                   |

#### Classifica finale
|  | Pos. | Squadra            | Pt | G  | V  | N | P | GF | GS | DR  |
|  | ---- | ------------------ | -- | -- | -- | - | - | -- | -- | --- |
|  | 1.   | Tivoli             | 20 | 10 | 10 | 0 | 0 | 39 | 5  | +34 |
|  | 2.   | Audace Roma        | 16 | 10 | 8  | 0 | 2 | 26 | 9  | +17 |
|  | 3.   | Pro Roma           | 11 | 10 | 5  | 1 | 4 | 20 | 15 | +5  |
|  | 4.   | Tiberis e Vittoria | 7  | 10 | 3  | 1 | 6 | 13 | 20 | -7  |
|  | 5.   | Virtus             | 4  | 10 | 2  | 0 | 8 | 14 | 32 | -18 |
|  | 6.   | Exquilia           | 2  | 10 | 1  | 0 | 9 | 7  | 38 | -31 |

Verdetti
- Tivoli promosso in Prima Divisione Lazio.
- Exquilia retrocessa in Terza Divisione Lazio.

### Gironi pugliesi

#### Girone A

##### Squadre partecipanti
| Club               | Rosa     | Città   | Stadio | Stagione precedente |
| ------------------ | -------- | ------- | ------ | ------------------- |
| Enotria Taranto    | dettagli | Taranto | -      | -                   |
| Fortitudo F.B.C.   | -        | Taranto | -      | -                   |
| F.B.C. Garibaldino | -        | Taranto | -      | -                   |
| S.C. Taranto       | -        | Taranto | -      | -                   |
| Veloce Taranto     | dettagli | Taranto | -      | -                   |

##### Classifica finale
|  | Pos. | Squadra              | Pt | G | V | N | P | GF | GS | DR  |
|  | ---- | -------------------- | -- | - | - | - | - | -- | -- | --- |
|  | 1.   | Enotria Taranto (-1) | 11 | 8 | 6 | 0 | 2 | 19 | 6  | +13 |
|  | 2.   | FBC Garibaldino      | 10 | 8 | 5 | 0 | 3 | 15 | 8  | +7  |
|  | 2.   | SC Taranto           | 10 | 8 | 5 | 0 | 3 | 10 | 7  | +3  |
|  | 4.   | Veloce Taranto       | 4  | 8 | 2 | 0 | 6 | 3  | 12 | -9  |
|  | 5.   | Fortitudo FBC (-4)   | 0  | 8 | 2 | 0 | 6 | 4  | 18 | -14 |

Legenda:

      Successivamente ammesso in Prima Divisione.
      Ammesso allo spareggio.
Note:

Due punti a vittoria, uno a pareggio, zero a sconfitta.
Pari merito in caso di pari punti.

##### Spareggio
|             | Risultato |            | Luogo e data   |  |
| ----------- | --------- | ---------- | -------------- |  |
| Garibaldino | 3-2       | Taranto SC | ???, ? ?? 1923 |  |
|             |           |            |                |  |

Verdetti
- Enotria Taranto e Garibaldino ammessi al Girone finale.

#### Girone B

##### Squadre partecipanti
| Club   | Rosa     | Città  | Stadio | Stagione precedente |
| ------ | -------- | ------ | ------ | ------------------- |
| Foggia | dettagli | Foggia | -      | -                   |

Verdetti
- S.C. Foggia, unico iscritto, ammesso al girone finale.

#### Girone finale
|  | Pos. | Squadra         | Pt | G | V | N | P | GF | GS | DR |
|  | ---- | --------------- | -- | - | - | - | - | -- | -- | -- |
|  | 1.   | Foggia          | 5  | 4 | 2 | 1 | 1 | 3  | 2  | +1 |
|  | 2.   | Enotria Taranto | 4  | 4 | 1 | 2 | 1 | 4  | 2  | +2 |
|  | 3.   | Garibaldino FBC | 3  | 4 | 1 | 1 | 2 | 1  | 4  | -3 |

Verdetti
- Foggia promosso in Prima Divisione Puglia.
- Enotria Taranto ammesso in Prima Divisione Puglia al posto dell'inattivo Lecce.

### Girone Campano

#### Squadre partecipanti
| Club            | Rosa     | Città                 | Stadio        | Stagione precedente |
| --------------- | -------- | --------------------- | ------------- | ------------------- |
| Portici         | dettagli | Portici (NA)          | -             | -                   |
| Salernitanaudax | dettagli | Salerno               | -             | -                   |
| Nocerina        |          | Nocera Inferiore (SA) | Piazza d'Armi | -                   |

#### Finale
|                 | Risultato |         | Luogo e data        |  |
| --------------- | --------- | ------- | ------------------- |  |
| Salernitanaudax | 8-1       | Portici | ???, 29 luglio 1923 |  |
|                 |           |         |                     |  |

Verdetti
- Salernitanaudax promossa in Prima Divisione Campania.

### Gironi siciliani
Vi presero parte quattro squadre, suddivise in due gironi.

#### Girone occidentale
Squadre partecipanti
| Club           | Rosa | Città           | Stadio | Stagione precedente |
| -------------- | ---- | --------------- | ------ | ------------------- |
| F.C. Palermo B | -    | Palermo         | -      | -                   |
| S.C. Nauting   | -    | Termini Imerese | -      | -                   |

#### Girone orientale
Squadre partecipanti
| Club             | Rosa | Città   | Stadio | Stagione precedente |
| ---------------- | ---- | ------- | ------ | ------------------- |
| F.B.C. Messina B | -    | Messina | -      | -                   |
| U. S. Peloro     | -    | Messina | -      | -                   |

#### Finale
|           | Finale |           | Città e data           |  |
| --------- | ------ | --------- | ---------------------- |  |
| Peloro    | 1 - 0  | Messina B | Messina, 1 luglio 1923 |  |
| Messina B | ? - ?  | Peloro    | ?, ?                   |  |
|           |        |           |                        |  |